# 마약왕 (영화)
《마약왕》은 2018년에 개봉한 대한민국의 영화이다.

## 줄거리
1970년대 대한민국을 뒤흔든 마약 유통사건의 배후이며, 마약계의 최고 권력자로 시대를 풍미했던 ‘이두삼’의 이야기를 담은 영화

## 캐스팅
- 송강호 : 이두삼 / 이환수 역
- 조정석 : 김인구 역
- 배두나 : 김정아 역
- 김소진 : 성숙경 역
- 김대명 : 이두환 역
- 이성민 : 서상훈 역
- 이희준 : 최진필 역
- 조우진 : 조성강 역
- 윤제문 : 김순평 역
- 송영창 : 유엔대사 역
- 김해곤 : 백운창 역
- 이중옥 : 윤강식 역
- 박지환 : 왕문호 역
- 이봉련 : 이두숙 역
- 최덕문 : 구 사장 역
- 이서환 : 쇠파리 역
- 최귀화 : 함 실장 역
- 유재명 : 김 반장 역
- 김종수 : 보안계장 역
- 마츠시마 케이지로 : 히데키 역
- 나광훈 : 서수곤 역
- 와타나베 테츠 : 진 회장 역
- 김준한 : 장우형 역
- 이호철 : 하마 역
- 허가윤 : 종순이 역
- 권용환 : 태구 역
- 포스터 B. 버든 : 마약수사요원 역
- 리민 : 마도로스 박 역
- 박성택 : 반대파자객 역
- 송원종 : 젊은남자 역
- 홍인 : 일본영사서기관 역
- 김중희 : 일본형사 역
- 전진기 : 차 의원 역
- 안희주 : 보안계장사모님 역
- 최광제 : 종순이남편 역
- 전윤지 : 산발윤락녀 역
- 장준현 : 이진호 역
- 박경혜 : 이경자 역
- 심현지 : 음악다방여종업원 역
- 한창현 : 부산시민회관사회자 역
- 이승찬 : 다방 앞 의원 의사 역
- 강덕중 : 밀수단속반원 1 역
- 이승진 : 밀수단속반원 2 역
- 구현모 : 밀수단속반원 3 역
- 임진택 : 마약감시반원 1 역
- 박세원 : 마약감시반원 2 역
- 이종훈 : 마약감시반원 3 역
- 신현규 : 두삼이파수하 1 역
- 김상보 : 두삼이파수하 2 역
- 홍근택 : 두삼이파수하 3 역
- 심소원 : 한국아나운서 1 역
- 서재현 : 한국아나운서 2 역
- 오지훈 : 한국아나운서 3 역
- 권대희 : 한국아나운서 4 역
- 야마노우치 타스쿠 : 일본아나운서 1 역
- 한건태 : 일본아나운서 2 역
- 최은선 : 펜트하우스 여배우 역
- 심채원 : 펜트하우스 파티녀 역
- 옥정민 : 이두삼 아들 역
- 장로이 : 이두삼 딸 1 역
- 김단우 : 이두삼 딸 2 역
- 김슬우 : 김정아 아들 역
- 안다정 : 둘째누이동생 역
- 전아희 : 셋째누이동생 역
- 강민석 : 병수 역
- 조서연 : 피아노레슨소녀 역
- 김지은 : 최진필아내 역
- 엄지만 : 순평파조직원들 역
- 류대식 : 홍콩밀수업자들 역
- 최리호 : 백운창 중정들 역
- 문상호 : 백운창 중정들 역
- 채명주 : 백운창 중정들 역
- 윤주호 : 민락동 수사관들 역
- 황주섭 : 마약 판매책 역
- 고현철 : 마약 판매책 역
- 정임섭 : 마약 판매책 역
- 고동형 : 마약 판매책 역
- 신창호 : 진 회장 비서 역
- 오상준 : 기관장들 역
- 이영호 : 기관장들 역
- 김승비 : 은행원 역
- 이은주 : 바로크 음악학원 사모님 역
- 김명희 : 바로크 음악학원 사모님 역
- 한다경 : 바로크 음악학원 사모님 역
- 최요운 : 바로크 음악학원 사모님 역
- 유승희 : 바로크 음악학원 사모님 역
- 김홍파 : 백 교수 역 (특별출연)
- 이엘 : 젊은동업자 역 (특별출연)
- 한양희 : 고베클럽 사이드 폴댄서/창녀촌 윤락녀 역

## 같이 보기
- 2018년 대한민국의 영화 목록